# Brigitte Schad

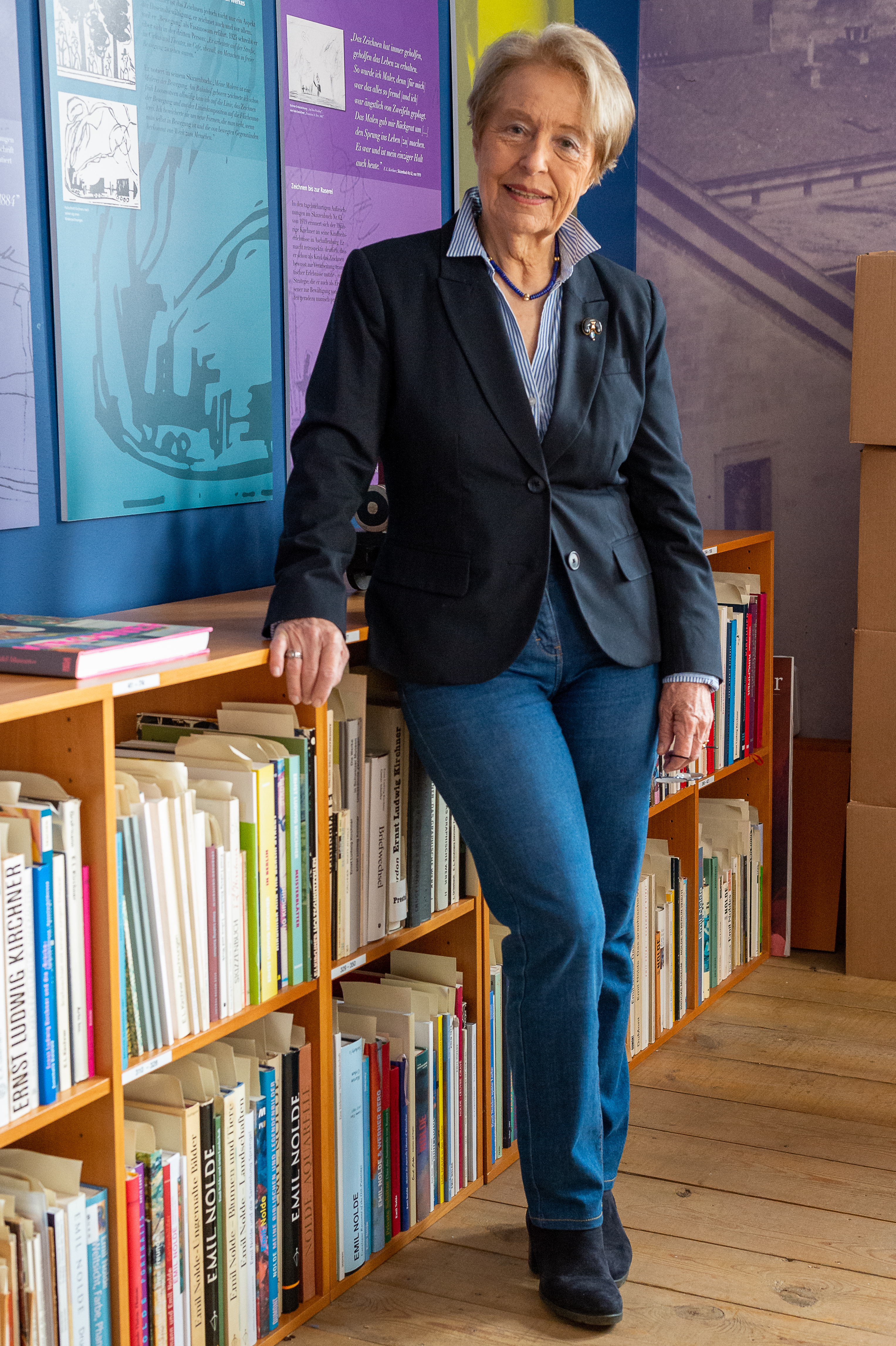
Dr. Brigitte Schad (2022)

Brigitte Schad, geb. Ernst (* 12. April 1942 in Aschaffenburg) ist eine deutsche Germanistin, Museumsleiterin, Kuratorin und Vereinsgründerin. Sie leitet das Kirchnerhaus Museum im Geburtshaus des Expressionisten Ernst Ludwig Kirchner in Aschaffenburg.

## Schule und Studium
Brigitte Schad studierte ab 1962 Germanistik, Kunstgeschichte und Musikwissenschaften in Frankfurt am Main. Das Studium schloss sie 1968 als ‚Magistra Artium‘ ab. 1979 schrieb sie ihre Dissertation zum Thema: ‚Quellen-Anverwandlung beim frühen Brentano‘. 1983 erfolgte ihre Promotion als Germanistin.

## Familie
Sie ist verheiratet mit Utz Schad. Der Ehe entstammen drei Kinder.

## Berufsleben
Nach ihrer Promotion war sie freiberuflich journalistisch und publizistisch tätig. Im Jahre 1985 erhielt sie für ein Jahr eine wissenschaftliche ABM-Stelle am Aschaffenburger Schlossmuseum. Danach betreute sie bis 1989 als wissenschaftliche Mitarbeiterin des Stadt- und Stiftsarchivs Aschaffenburg die graphische Sammlung. Von 1990 bis 2003 leitete sie die Galerie der Stadt Aschaffenburg in der ehemaligen Jesuitenkirche und etablierte ein festes Ausstellungskonzept. Seit 2003 im Ruhestand ist sie als freie Kuratorin und Publizistin, auch ehrenamtlich, tätig. Ab 2007 erarbeitete sie die Monographie und das Werkverzeichnis ‚Adalbert Hock. Leben und Werke‘. Im Jahr 2011 gründete sie den Verein ‚Kirchnerhaus Aschaffenburg e. V.‘ zusammen mit u. a. dem damals amtierenden Oberbürgermeister Klaus Herzog. Bis zum Jahr 2019 leitete sie den Verein als 1. Vorsitzende. Mit Hilfe privater und öffentlicher Förderer, zuletzt auch mit Unterstützung der Stadt Aschaffenburg, gelang es ihr, den Um- und Ausbau der Räumlichkeiten im Geburtshaus von Ernst Ludwig Kirchner für die Nutzung als Museum mit inzwischen international beachteten Ausstellungen zum Thema ‚Ernst Ludwig Kirchner‘ und seinem künstlerischen Umkreis voranzutreiben.

## Ehrungen
- Kulturpreis der Stadt Aschaffenburg 2022[2]
- Kulturpreis des Bezirks Unterfranken 2023[3]